# Apodacra algiralis
Apodacra algiralis är en tvåvingeart som beskrevs av Seguy 1941. Apodacra algiralis ingår i släktet Apodacra och familjen köttflugor.
Artens utbredningsområde är Algeriet. Inga underarter finns listade i Catalogue of Life.